# قلعة رييسي (مقاطعة فسا)
قلعة رييسي (بالإنجليزية: Qaleh-ye Raisi, Fars)‏ هي منطقة سكنية تقع في فارس في إيران.